# Westerlund 2
Pour les articles homonymes, voir Westerlund.

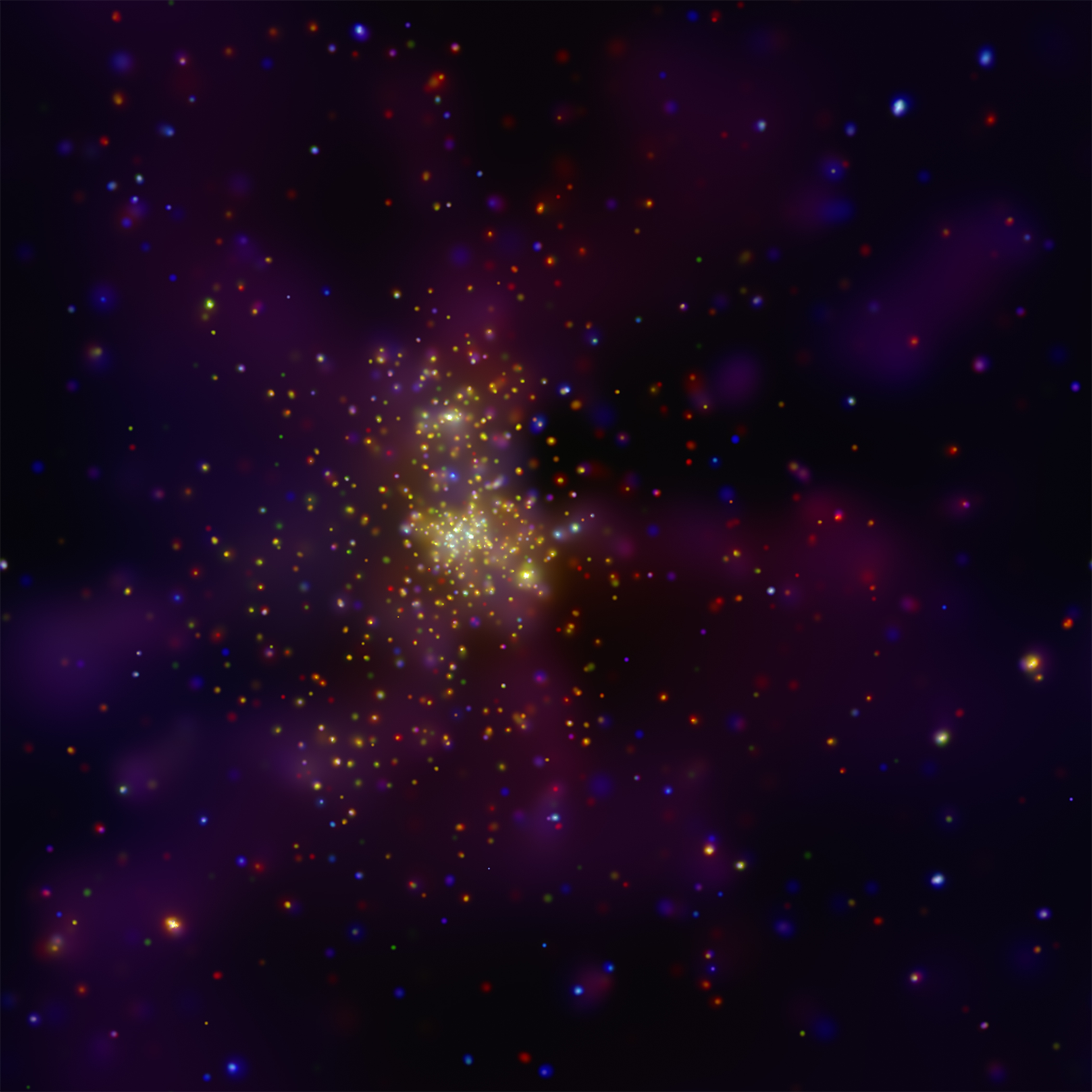
Image de Westerlund 2 prise par le téléscope Chandra

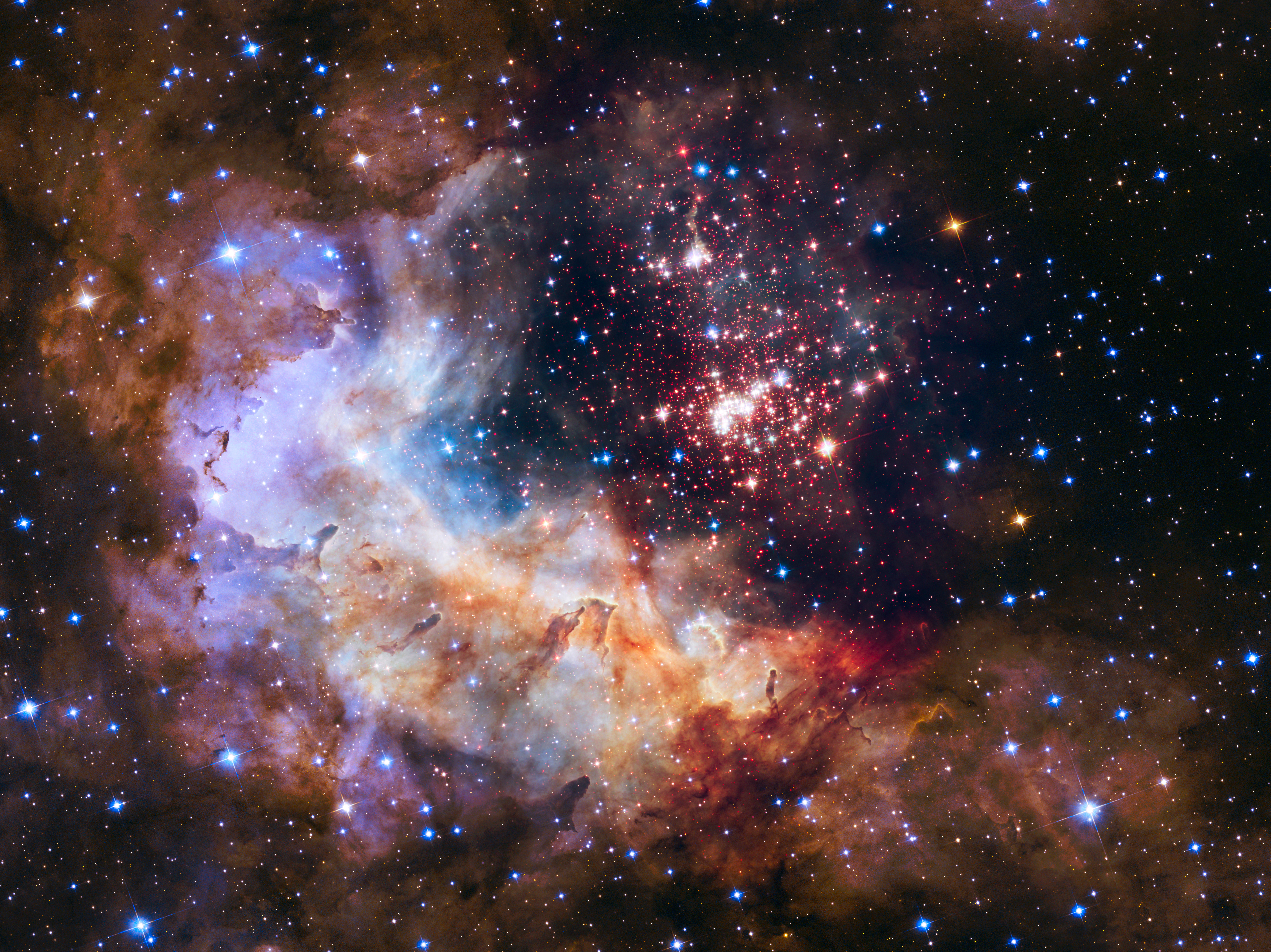
Photo de Westerlund 2 prise par Hubble en 2015

Westerlund 2 est un amas stellaire de la Voie lactée situé dans la constellation de la Carène. Comme c'est l'usage pour les amas ouverts, il est nommé en l'honneur de son découvreur : Bengt Westerlund. Il contient un nombre important d'étoiles massives et Wolf-Rayet. En particulier, c'est à Westerlund 2 qu'appartient l'une des étoiles les plus massives connues à ce jour : WR 20a.